# Henry Charles Carey
Henry Charles Carey (Filadélfia, 15 de dezembro de 1793 — Filadélfia, 13 de outubro de 1879) foi um economista norte-americano, um dos principais representantes da escola americana de economia política no século XIX.  Ele é hoje mais conhecido por seu livro Harmonia de interesses, em que comparou e contrastou o que ele chamava de "sistema britânico" de laissez faire (livre-comércio) com o "sistema americano" de desenvolvimento econômico, mediante proteção alfandegária e intervenção governamental para estimular a produção. Ele foi um importante consultor econômico de Abraham Lincoln durante a sua presidência.

## Vida
Com a idade de vinte e oito anos, ele substituiu seu pai, Mathew Carey (1760-1839), como membro da sociedade editora Carey & Lea, a qual foi por muito tempo a mais famosa nos Estados Unidos. Seu pai havia sido um influente economista, reformador político, editor e publicador nascido na Irlanda, mas por muitos anos radicado em Filadélfia. Entre os muitos escritos de Mathew Carey estava uma coleção (1822) de Ensaios sobre economia política, um dos mais precoces tratados norte-americanos em favor da ideia de Alexander Hamilton de proteção e promoção da indústria. A vida e a obra do jovem Henry foi devotada à propagação da mesma filosofia econômica.
Em 1835, Carey foi um cofundador da famosa Franklin Fire Insurance Company of Filadélfia, uma companhia de seguros contra incêndios. Ele retirou-se do negócio em 1838, quase simultaneamente com o aparecimento (1837-1840) de seus Princípios de economia política. Este tratado, que foi traduzido para o italiano e o sueco, logo tornou-se a representação padrão da escola americana de pensamento econômico que, com algumas variações, dominou a política econômica dos Estados Unidos até 1973.

## Contribuições para a economia

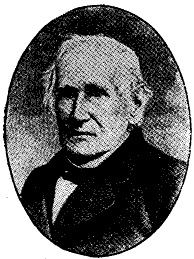
Henry Charles Carey

A primeira grande obra de Carey sobre economia política foi precedida e seguida por muitos volumes menores sobre salários, o sistema de crédito, juro, escravidão, direito autoral etc.; e em 1858-1859 ele reuniu os frutos dos trabalhos de toda a sua vida nos Princípios de ciência social, em três volumes.
Princípios é a mais abrangente bem como madura exposição de suas ideias. Nela Carey procurou mostrar que existia, independentemente dos desejos humanos, um sistema natural de leis econômicas, que é essencialmente benéfico, e do qual a prosperidade crescente de toda a comunidade, e especialmente das classes trabalhadoras, é o resultado espontâneo, impedido somente pela ignorância ou perversidade do homem que resiste à sua ação ou a obstrui. Ele rejeitou a teoria malthusiana da população, sustentando que a única situação em que os meios de subsistência determinariam o crescimento da população é aquele em que uma dada sociedade não está sendo radicalmente produtiva (pela introdução de novas tecnologias ou pela adoção de prudentes políticas governamentais); as populações se regulam a si mesmas suficientemente em toda sociedade bem governada, mas sua pressão sobre a subsistência caracteriza os mais baixos, não os mais avançados, estágios de civilização. Ele negou como verdade universal, para todos os estágios de cultivo, a lei dos rendimentos decrescentes da terra.
Sua posição teorética fundamental refere-se à antítese entre riqueza e valor. Carey sustentou que a terra, na medida em que nós a consideramos na vida industrial, é realmente um instrumento de produção que foi sendo construído como tal pelo homem, e que seu valor é devido ao trabalho despendido sobre ela no passado—ainda que calculado, não pela soma deste trabalho, mas pelo trabalho necessário sob as condições existentes para produzir nova terra no mesmo estágio de produtividade. Ele estudou a ocupação e recuperação da terra com peculiar vantagem por ser um norte-americano, para quem as tradições dos primeiros estabelecimentos estavam vivas e frescas, e ante cujos olhos o processo ainda estava acontecendo de fato. As dificuldades de adaptar um solo primitivo ao cultivo de produtos orgânicos fáceis para o uso dos homens apenas podem ser ligeiramente supostas por um habitante de um país cultivado há muito tempo.
É, na visão de Carey, a vitória sobre essas dificuldades pelo árduo e continuado esforço que dá direito ao primeiro ocupante da terra à sua propriedade no solo. Seu valor presente constitui uma proporção muito pequena do custo despendido sobre ela, porque ele representa somente o que seria exigido, com a ciência e os recursos do nosso tempo, para elevar a terra de seu primitivo estado à sua situação presente. A propriedade da terra é, por conseguinte, somente uma forma de capital investido, uma quantidade de trabalho ou os frutos do trabalho permanentemente incorporados ao solo; pelo qual, como para qualquer outro capitalista, o proprietário é compensado por uma parte do produto. Ele não é remunerado pelo que foi feito pelos poderes da natureza, e a sociedade não é em nenhum sentido defraudada em razão de sua simples possessão.
A assim chamada teoria ricardiana da renda é uma fantasia especulativa, contraditada por toda experiência. Efetivamente, o cultivo se faz, não, como esta teoria supõe, começando pelo melhor, e descendo para os solos mais pobres na ordem de sua inferioridade. As terras mais altas secas e pouco profundas são cultivadas primeiro; e somente quando a população se tornou densa e o capital foi acumulado, são cultivadas as terras baixas, com sua maior fertilidade, mas também com seus pântanos, inundações, e miasmas, atacados e melhorados pela ocupação. A renda, vista como uma proporção do produto, decai, como todo juro sobre o capital, com o passar do tempo, mas, em seu valor absoluto, aumenta. A parte do trabalhador cresce, considerada tanto como proporção e como valor absoluto. E assim os interesses destas diferentes classes sociais estão em harmonia. Mas, Carey prossegue dizendo que, na ordem em que este harmonioso progresso pode ser realizado, o que é tomado da terra deve ser devolvido a ela. Todos os artigos derivados dela são realmente partes separadas dela, que devem ser restituídos sob pena de sua exaustão. Por consequência o produtor e o consumidor devem estar próximos um do outro; os produtos não devem ser exportados para um país estrangeiro em troca de seus bens manufaturados, e assim enriquecer um solo estrangeiro. No valor de troca imediato o proprietário pode ganhar com tal exportação, mas os poderes produtivos da terra seriam prejudicados.
Em março de 1865, Carey publicou uma série de cartas ao presidente da Casa dos Representantes, Schuyler Colfax, intitulada "O caminho para sobrepujar a Inglaterra sem lutar com ela."  Nestas cartas, Carey defendeu a continuidade da política de Abraham Lincoln de "Greenbacks"—papel-moeda livre de débito, dinheiro emitido pelo governo como um caminho para libertar a economia dos Estados Unidos dos capitalistas britânicos que estavam procurando controlar a riqueza norte-americana (o que elas finalmente conseguiram pela suspensão dos "Greenbacks" e a instauração do padrão-ouro nos Estados Unidos mediante o Coinage Act de 1873). A História mostra que a obra de Carey encontrou ouvidos moucos, na medida em que a subsequente Longa depressão de 1873-96 afetou os Estados Unidos com pânicos financeiros por causa da incapacidade do Sistema Bancário Nacional de abastecer o público com toda a moeda de que ele precisava.

## Publicações
As publicações de Carey incluem:
- Essay on the Rate of Wages, Filadélfia, 1835.
- Principles of Political Economy, Filadélfia, 1837-40 (3 volumes).
- The Credit System in France, Great Britain and the United States, London, 1838.
- The Past, the Present and the Future, Filadélfia, 1848.
- The Harmony of Interests, agricultural, manufacturing and commercial, New York, 1851.
- Letters on international copyright, Filadélfia, 1853.
- The Slave Trade, Domestic and Foreign : Why It Exists & How It May Be Extinguished, Filadélfia, 1853.
- The North and the South, New York, Ann Arbor, Office of the Tribune, 1854.
- American Labor Versus British Free Trade, Filadélfia, 1855.
- Letters to the President on the Foreign and Domestic Policy of the Union and Its Effects, as Exhibited in the Condition of the People and the State, Filadélfia, 1858.
- Principles of Social Science, 3 volumes, Filadélfia, 1858-60.
- Money: A Lecture Delivered before the New York Geographical and Statistical Society, Filadélfia, 1860.
- Financial Crisis: Their Causes and Effects, Filadélfia, 1864.
- The Way to Outdo England Without Fighting her, Filadélfia, 1865.
- The Currency Question. Letters to the Hon. Schuyler Colfax, Chicago, 1865.
- Contraction or Expansion? Repudiation or Resumption? Letters to the Hon. Hugh M'culloch, Secretary of the Treasury, Filadélfia, 1866.
- The public debt, local and national: how to provide for its discharge while lessening the burthen of taxation. Letter to David A. Wells, Esq., Chairman of the Board of Revenue Commissioners, Filadélfia, 1866.
- Review of the Decade 1857-67, Filadélfia, 1867.
- Reconstruction: industrial, financial, and political. Letters to the Hon. Henry Wilson, U. S. Senator from Massachusetts, Washington, 1868.
- How protection, increase of public and private revenues, and national independence, march hand in hand together : review of the report of the Hon. D.A. Wells, Special Commissioner of the Revenue, Filadélfia, 1869.
- Shall we have peace? Peace financial, and peace political? Letters to the president elect of the United States, Filadélfia, 1869.
- A Memoir of Stephen Colwell: Read before the American Philosophical Society, Filadélfia, 1871.
- The Unity of law; as Exhibited in the Relations of Physical, Social, Mental and Moral Science, Filadélfia, 1873.
- Commerce, Christianity, and Civilization, versus British free trade : letters in reply to the London times, Filadélfia, 1876.

## Ligações externos
- Obras de Henry Charles Carey (em inglês) no Projeto Gutenberg
- Obras de ou sobre Henry Charles Carey no Internet Archive
- «Henry Charles Carey» (em inglês). no catálogo de Autoridades da Biblioteca do Congresso, com 124 entradas